# L'École du bout du monde
Pour plus de détails, voir Fiche technique et Distribution.
L'École du bout du monde (ལུང་ནག་ན, Lunana: A Yak in the Classroom) est un film dramatique sino-bhoutanais écrit et réalisé par Pawo Choyning Dorji.
Le film est diffusé pour la première fois au Festival du film de Londres en 2019.
Il se retrouve nommé aux Oscars du cinéma 2022 dans la catégorie meilleur film international, devenant ainsi le premier film bhoutanais à être nommé aux Oscars.

## Synopsis
Ugyen Dorji vit à Thimphou avec sa grand-mère. Il a effectué quatre des cinq années de formation pour devenir instituteur mais rêve de mener une carrière de chanteur en Australie. Pour sa dernière année, Ugyen est affecté à Lunana, village isolé dans les montagnes dont l'école est considérée comme la plus reculée du monde. D'abord réticent à enseigner dans ce village où les signes de modernité se font rare, Ugyen va changer d'avis et de vision sur le monde au contact des habitants et des enfants de Lunana.

## Fiche technique
- Titre original : ལུང་ནག་ན
- Titre français : L'École du bout du monde
- Réalisation : Pawo Choyning Dorji
- Scénario : Pawo Choyning Dorji
- Direction artistique : Tshering Dorji
- Décors : Sonam Norbu
- Costumes : Chungdra Gyeltshen, Pema Wangyel
- Photographie : Jigme Tenzing
- Son : Yi-Chen Chiang, David Stevens, Duu-Chih Tu
- Production : Pawo Choyning Dorji, Tshering Dorji, Jia Honglin, Stephanie Lai, Yijing Li, Shaokun Xiang
- Sociétés de production : Dangphu Dingphu: A 3 Pigs Production, Huanxi Media Group
- Sociétés de distribution : ARP Sélection (France)
- Budget :
- Pays de production :  Bhoutan,  Chine,
- Langue originale : dzongkha, anglais
- Format : couleur (Technicolor) - 35 mm - 2,35:1 - Dolby numérique
- Genre : drame
- Durée : 109 minutes
- Dates de sortie :
  - Royaume-Uni : 5 octobre 2019 (Festival du film de Londres)
  - France : 11 mai 2022

## Distribution
- Sherab Dorji : Ugyen Dorji
- Ugyen Norbu Lhendup : Michen
- Kelden Lhamo Gurung : Saldon
- Pem Zam : Pem Zam
- Sangay Lham : Kencho
- Chimi Dem : Pema

## Accueil

### Sélections
Le film est officiellement sélectionné pour représenter le Bhoutan à l'Oscar du meilleur film international lors de la 93e cérémonie, devenant le second film présenté par le Bhoutan après La Coupe. Le film est toutefois disqualifié car la soumission ne respectait pas le règlement, le Bhoutan ne disposant alors pas d'un véritable comité de sélection. Le film est à nouveau sélectionné pour représenter le Bhoutan à l'Oscar du meilleur film international lors de la 94e cérémonie. Le 21 décembre 2021, l'Academy of Motion Picture Arts and Sciences dévoile les 15 films retenus dans la shortlist pour l'Oscar du meilleur film international dont fait partie L'École du bout du monde. Le 8 février 2022, le film fait officiellement partie des cinq nommés à l'Oscar du meilleur film international, devenant ainsi le premier film bhoutanais à être nommé aux Oscars